# 蔵預かり切手
蔵預かり切手（くらあずかりきって）とは、大坂などの蔵屋敷から発行された在庫の保管証明書のこと。代表的なものに蔵米切手が挙げられるが、他にも豊後国岡藩の「大豆切手」や備前国岡山藩の「繰綿切手」、他にも砂糖や干鰯、藍玉、生蝋、小麦などの切手が存在した。
当初は、保管証明書でしかなかったが、後に転売が可能となり為替の代用品として流通するようになった。
明治4年（1871年）に明治政府によって廃止されるまで、商人間の代金支払などに広く用いられた。